# Forsstroemia
Forsstroemia là một chi rêu trong họ Leucodontaceae.